# Gobernación de Amán
La gobernación de Amán, oficialmente conocida como Muhafazat Al-Asima, (árabe: محافظة العاصمة, traducción española: la gobernación Capital), es una de las doce gobernaciones localizadas en el Reino Hachemita de Jordania. La capital de esta gobernación es la ciudad de Amán, que es la ciudad capital de Jordania.

## Demografía
La gobernación de Amán posee una superficie total de unos 8231 kilómetros cuadrados, éstos se encuentran habitados por más 1 939 405 personas. La densidad poblacional es de 235,622 habitantes por cada kilómetro cuadrado.

## Divisiones internas
La gobernación de Amán se subdivide internamente en siete áreas o nahiyas a saber:
- Amán
- Al-Jiza
- Al-Mwwqqar
- Na'oor
- Sahab
- Um al-Basatin
- Wadi al-Sayr

- Datos: Q472788
- Multimedia: Amman Governorate / Q472788